# Amarna-Brief EA 242

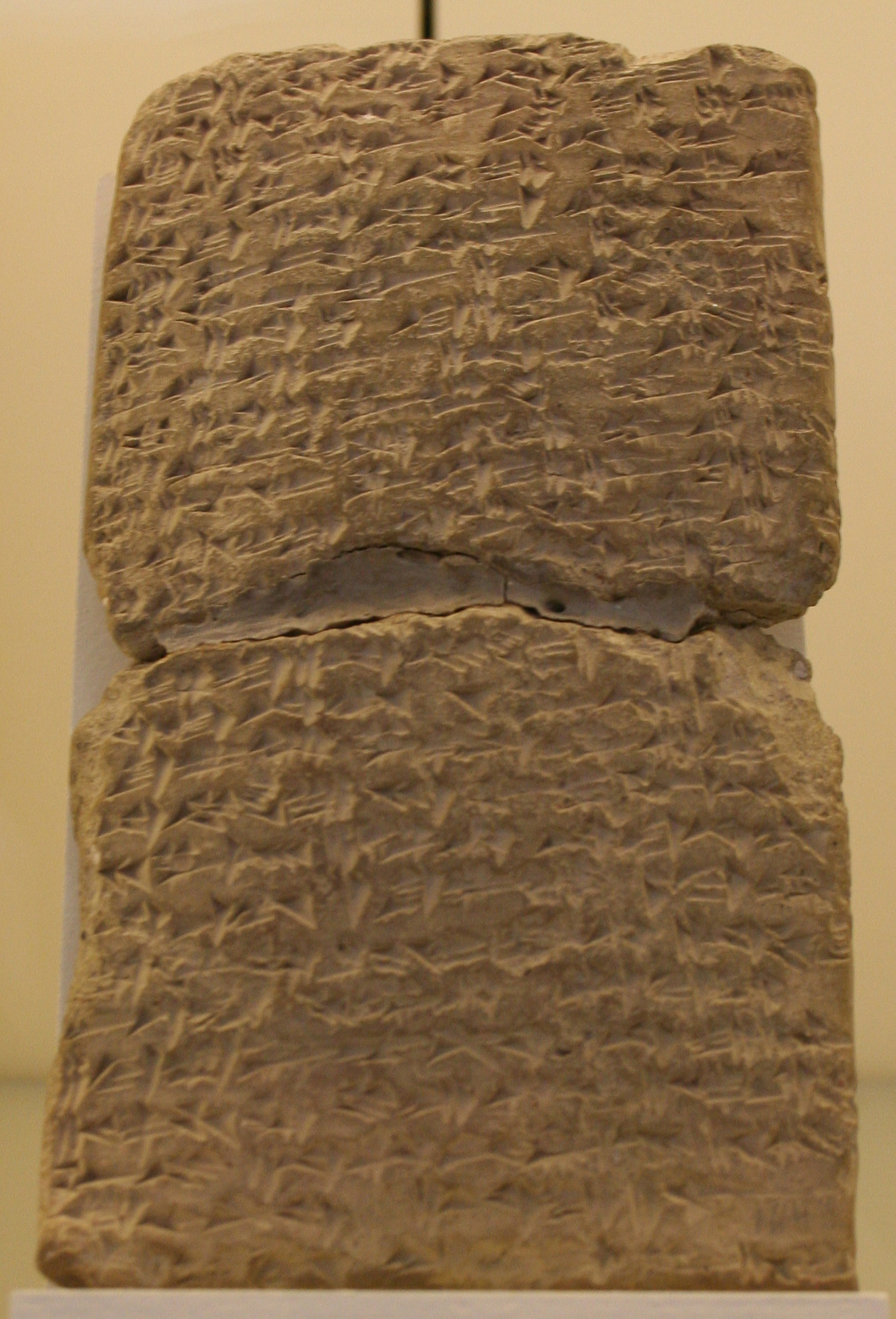
Amarna-Brief EA 288, von Abdi-Hepaṭ dem König von Jerusalem.

Amarna-Brief EA 242 ist ein Brief des Biridija, König von Megiddo, an den Pharao. Er ist in akkadischer Keilschrift auf einer Tontafel geschrieben und gehört zu den Amarna-Briefen aus dem Palastarchiv des Pharao Echnaton. Dieses befand sich in dessen neu gegründeter Hauptstadt Achet-Aton („Horizont des Aton“), dem heutigen Tell el-Amarna.  Heute befindet sich die Tafel im Vorderasiatischen Museum in Berlin, Inventarnummer VAT 1670.

## Akkadischer Text
Vorderseite:

1. a-na mšarri(LUGAL)ri bêli(EN)-ia

2. u dšamši(UTU)-ia qí-bí-ma

3. um-ma mbi-ri-di-ja

4. amêl(LÚ) alu(IRI) ma-gíd-daki

5. arad(ÁRAD) ki-ti šarri(LUGAL)ri

6. a-na šêpē(GÌRImeš) šarri(LUGAL)ri bêli(EN)-ia

7. u dšamši(UTU)-ia 7(m)-šu u

8. 7(m)-ta-a-an uš-ḫe-ḫi-en

9. al-lu-ú-mì na-ad-na-ku

10. šu-kam-mi šarri(LUGAL)ri

11. [bêli(EN)]-ia 3(u) alpē(GU4meš)

12. [x UD5meš x iṣ-ṣú]-ra-te

Rückseite:

13. [...]

14. [... a]l-lu-ú-me

15. [a-n]a bêl(EN) [...] KURki

16. šal-mu u a-na-ku

17. nu-kur-tu4

## Übersetzung
Vorderseite:

1. Zu dem König, meinem Herrn

2. und meiner Sonne, hat gesprochen

3. also Biridija,

4. der Mann von Magidda,

5. der treue Diener des Königs:

6. Zu den Füßen des Königs, meines Herrn

7. und meiner Sonne, bückte ich mich 7mal und

8. 7mal nieder.

9. Wirklich habe ich gegeben

10. [...] des Königs,

11. meines [Herrn], 30 Rinder

12. [...]

Rückseite:

13. [...]

14. [... w]irklich

15. ist der Ort [...]

16. wohlbehalten; ich aber

17. bin Feindschaft ausgesetzt.